# Sadie Sink
Sadie Elizabeth Sink, född 16 april 2002 i Brenham i Texas, är en amerikansk skådespelare. Hon är bland annat känd för sina roller som Suzanne Ballard i American Odyssey, Maxine "Max" Mayfield  i Netflix-serien Stranger Things och Ziggy Berman i Fear Street-trilogin (två filmer). Sink har också arbetat på Broadway, där hon har varit med i föreställningar som Annie och The Audience.

## Bakgrund och karriär
Sink föddes i Brenham i Texas och är dotter till Casey Adam Sink och Lori Elizabeth Sink. Hon har en yngre syster och tre äldre bröder vid namn Jacey, Mitchell, Caleb och Spencer. Hennes far är tränare i amerikansk fotboll och hennes mor är hemmafru och matematiklärare. På grund av Sadies starka vilja att återskapa Disneys High School Musical tillsammans med sin bror Mitchell, bestämde sig hennes mor för att skicka den då sju år gamla Sadie på skådespelarkurser vid en samhällsteater, i närheten av Houston. Det ledde till sin tur till en Broadway-audition och en roll i nyuppsättningen av Annie 2012, vid tio års ålder. Hon förberedde sig för rollen genom att ta danslektioner och göra röstövningar.
År 2015 deltog Sink med Helen Mirren i The Audience på Broadway och porträtterade drottning Elizabeth II som ung. Hon hade också en liten roll i Chuck.
År 2017 fick Sink rollen som Maxine "Max" Mayfield i Netflix science fiction-dramaserie Stranger Things. Hon fick senare i december samma år en av huvudrollerna i skräckfilmen Eli, tillsammans med Charlie Shotwell. Hon medverkade även i Oscarsbelönade The Whale 2022.

## Filmografi

### Filmer
| År   | Titel                        | Roll                     | Anmärkningar                      |
| ---- | ---------------------------- | ------------------------ | --------------------------------- |
| 2016 | Chuck                        | Kimberly                 |                                   |
| 2017 | The Glass Castle             | Young Lori Walls         |                                   |
| 2018 | Dominion                     | Narrator                 | Dokumentär                        |
| 2019 | Eli                          | Haley                    | Efterbearbetning                  |
| 2021 | Fear Street Part Two: 1978   | Christine "Ziggy" Berman | Netflix-film (del av filmtrilogi) |
| 2021 | Fear Street Part Three: 1666 | Constance / Ziggy Berman | Netflix-film (del av filmtrilogi) |
| 2022 | The Whale                    | Ellie                    |                                   |
| 2026 | Spider-Man: Brand New Day    | TBA                      |                                   |

### TV
| År    | Titel                     | Roll                  | Anmärkningar                            |
| ----- | ------------------------- | --------------------- | --------------------------------------- |
| 2013  | The Americans             | Lana                  | Avsnitt: "Mutually Assured Destruction" |
| 2014  | Blue Bloods               | Daisy Carpenter       | Avsnitt: "Insult to Injury"             |
| 2015  | American Odyssey          | Suzanne Ballard       | Huvudroll; 11 avsnitt                   |
| 2016  | Unbreakable Kimmy Schmidt | Tween Girl            | Avsnitt: "Kimmy Sees a Sunset!"         |
| 2017– | Stranger Things           | Maxine "Max" Mayfield | Huvudroll (från säsong 2)               |

### Stage
| År   | Titel        | Roll                       | Anmärkningar |
| ---- | ------------ | -------------------------- | ------------ |
| 2012 | Annie        | Annie                      |              |
| 2015 | The Audience | Ung drottning Elizabeth II |              |

## Utmärkelser och nomineringar
| År   | Utmärkelse                 | Kategori                                                                                    | Nominerat arbete | Resultat  | Ref.  |
| ---- | -------------------------- | ------------------------------------------------------------------------------------------- | ---------------- | --------- | ----- |
| 2018 | Screen Actors Guild Awards | Outstanding Performance by an Ensemble in a Drama Series                                    | Stranger Things  | Nominerad | [ 4 ] |
| 2018 | MTV Movie & TV Awards      | Best On-Screen Team (med Gaten Matarazzo, Finn Wolfhard, Caleb McLaughlin och Noah Schnapp) | Stranger Things  | Nominerad | [ 5 ] |